# 矮小斑虎耳草
矮小斑虎耳草（学名：Saxifraga punctulata var. minuta）为虎耳草科虎耳草属下的一个变种。

## 扩展阅读
- 維基物種上的相關：矮小斑虎耳草